# Tolmerus ferox
Tolmerus ferox là một loài ruồi trong họ Asilidae. Tolmerus ferox được Becker miêu tả năm 1923. Loài này phân bố ở vùng Cổ Bắc giới.